# Stewartia

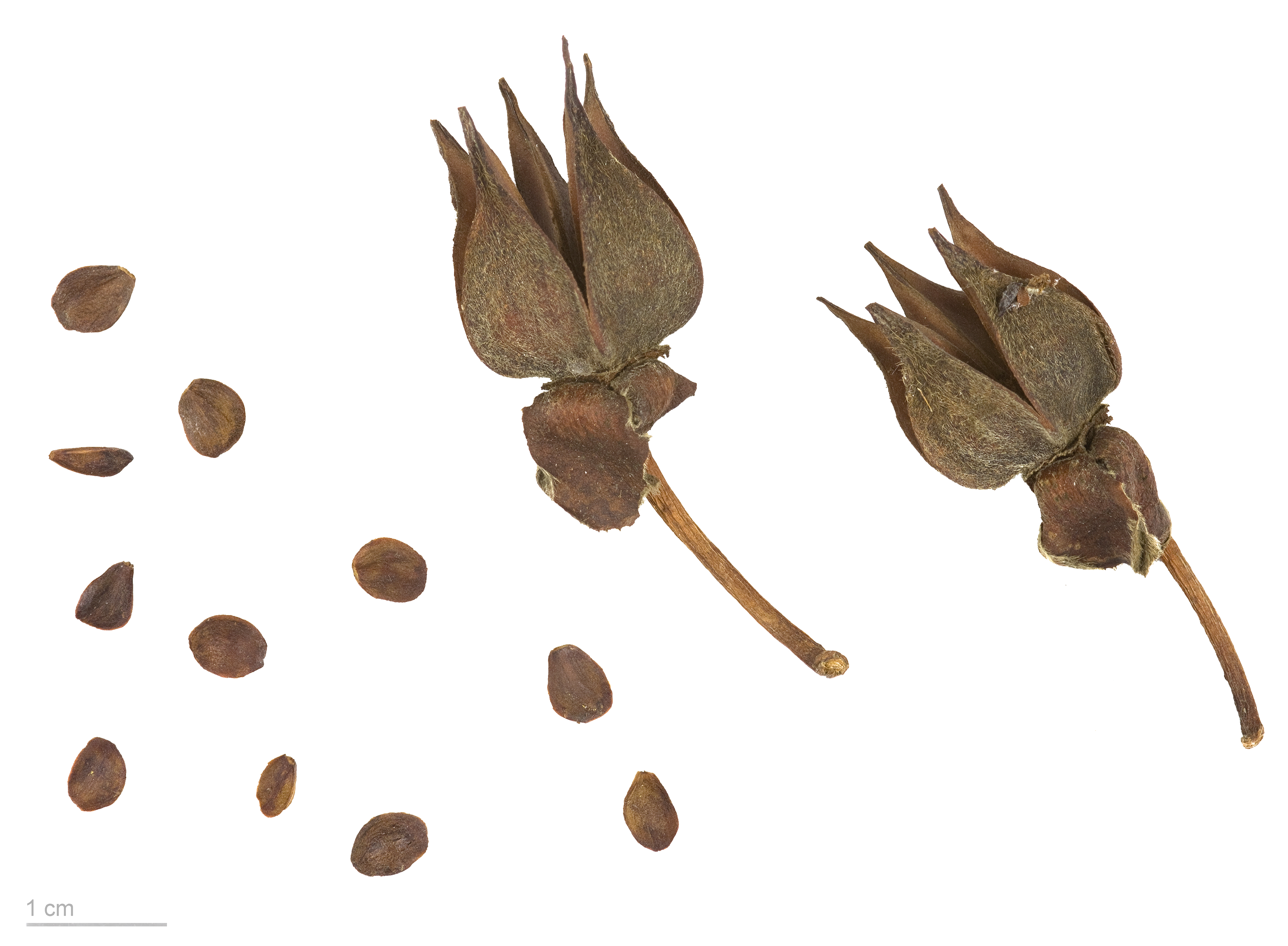
Stewartia koreana

Stewartia es un género con 22 especies de fanerógamas perteneciente a la familia Theaceae. Las mayoría son originarias de Asia.

## Especies seleccionadas
- Stewartia acutisepala P.L.Chiu & G.R.Zhong
- Stewartia brevicalyx S.Z.Yan
- Stewartia calcicola Ming & J.Li
- Stewartia corchoroides Forssk.
- Stewartia cordifolia (H.L.Li) J.Li & Ming
- Stewartia crassifolia (S.Z.Yan) J.Li & Ming
- Stewartia damingshanica J.Li & Ming
- Stewartia densivillosa (Hu ex H.Hung T.Chang & C.X.Ye) J.Li & Ming
- Stewartia dentata Nois. ex Steud. nom. ambig.
- Stewartia epitricha Nakai
- Stewartia gemmata S.S.Chien & W.C.Cheng
- Stewartia glabra S.Z.Yan
- Stewartia grandiflora Carr.
- Stewartia grandiflora Siebold ex Briot
- Stewartia henryae H.L.Li
- Stewartia japonica hort.
- Stewartia koreana Nakai ex Rehd.
- Stewartia laotica (Gagnep.) J.Li & Ming
- Stewartia longibracteata H.T.Chang
- Stewartia malacodendron L.
- Stewartia mangshanica C.X.Ye
- Stewartia marilandica Andr.
- Stewartia medogensis J.Li & Ming
- Stewartia micrantha (Chun) Sealy
- Stewartia monadelpha Maxim. nom. illeg.
- Stewartia monadelpha Siebold & Zucc.
- Stewartia montana W.Bartram
- Stewartia nanlingensis S.Z.Yan
- Stewartia nobilis Salisb.
- Stewartia oblongifolia Hu
- Stewartia obovata (Chun ex Hung T.Chang) J.Li & Ming
- Stewartia ovata (Cav.) Weath.
- Stewartia ovata f. grandiflora (Bean) Kobuski
- Stewartia ovata var. grandiflora (Bean) Weath.
- Stewartia pentagyna L'Hér.
- Stewartia pentagyna var. grandiflora Bean
- Stewartia pseudocamellia Maxim.
- Stewartia pseudocamellia var. koreana (Nakai) Sealy
- Stewartia pteropetiolata W.C.Cheng
- Stewartia rostrata Spongberg
- Stewartia rubiginosa H.T.Chang
- Stewartia rubiginosa var. damingshanica (J. Li & T.L.Ming) T.L.Ming
- Stewartia sericea Nakai
- Stewartia serrata Maxim.
- Stewartia shensiensis H.T.Chang
- Stewartia sichuanensis (S.Z.Yan) J.Li & Ming
- Stewartia sinensis Rehder & E.H.Wilson
- Stewartia sinensis var. acutisepala (P.L.Chiu & G.R.Zhong) Ming & J.Li
- Stewartia sinensis var. brevicalyx (S.Z.Yan) Ming & J.Li
- Stewartia sinensis var. rostrata (Spongberg) H.T.Chang
- Stewartia sinensis var. shensiensis (H.Hung T.Chang) Ming & J.Li
- Stewartia sinii (Wu) Sealy
- Stewartia tonkinensis (Merr.) C.Y.Wu ex J.Li
- Stewartia villosa Merr.
- Stewartia villosa var. grandifolia (Chun) J.Li & Ming
- Stewartia villosa var. kwangtungensis (Chun) J.Li & Ming
- Stewartia villosa var. serrata (Hu) T.L.Ming
- Stewartia virginica Cav.
- Stewartia yunnanensis H.T.Chang